# 산티아고 데 사가스티사발
산티아고 데 사가스티사발(스페인어: Santiago De Sagastizabal, 1997년 5월 9일 ~ )은 아르헨티나의 축구 선수로 포지션은 공격수이다.
K리그 등록명은 산티아고이다.

## 클럽 경력
CA 보카 주니어스, 아르헨티노스 주니어스, 힘나시아 라플라타 유소년팀을 거쳐 2018년 클루브 아틀레티코 브라운 입단을 통해 프로에 입문한 뒤 2019년까지 12경기를 소화했다.
이후 2019년 이탈리아 5부 리그의 FC 파비아 1911 ASD에서 활동한 뒤 2020년 US 안코니타나에서 7경기를 소화했으며 GS 펠리노를 거쳐 2021년 1월 25일 K리그2의 안산 그리너스 FC의 유니폼으로 갈아입으며 프로 데뷔 이후 처음으로 한국 땅을 밟았다.